# Nifone di Alessandria
Papa Nifone (... – 1385), è stato papa e patriarca greco-ortodosso di Alessandria e di tutta l'Africa tra il 1366 e il 1385.
Risiedette a Costantinopoli. Sottoscrisse il tomo contro Procoro e Cidonio, seguaci di Barlaam di Seminara e Gregorio Acindino, condannati dalla Chiesa. Nel 1367 ricevette insieme agli altri primati della Chiesa ortodossa una lettera del papa Urbano V in merito alla riunificazione con la Chiesa latina.